# 紫点杓兰
紫点杓兰（学名：Cypripedium guttatum）为兰科杓兰属下的一个种。